# Alfred Jeanroy
Alfred Jeanroy (Mangiennes, 5 luglio 1859 – Parigi, 13 marzo 1954) è stato un linguista e filologo francese.

## Biografia
Eminente studioso di poesia trobadorica, con oltre 600 lavori pubblicati, fu docente universitario di filologia romanza, dapprima all'università di Poitiers, poi a quella di Tolosa. Influente fu la sua visione riguardo alla seconda generazione di trovatori, divisi in due categorie: “idealisti” (per es. Jaufré Rudel, Ebles de Ventadorn) e “realisti” (per es. Marcabru)..
Morì all'età di 94 anni il 13 marzo 1954.